# Eugenia Trojanowska-Jastrzębska
Eugenia Trojanowska-Jastrzębska (zm. 1 marca 2018) – polska urbanistka i działaczka kombatancka.

## Życiorys
W czasie II wojny światowej została deportowana z Łodzi na roboty przymusowe do III Rzeszy (pracowała w szkółce róż w okolicach Hamburga), natomiast jej brat został zamordowany w niemieckim-nazistowskim obozie koncentracyjnym. Po wojnie była wieloletnim pracownikiem Pracowni Urbanistycznej, a następnie Biura Programowania i Projektowania Rozwoju Łodzi. Należała do Towarzystwa Urbanistów Polskich. Była zaangażowana w działalność Zarządu i Komisji Rewizyjnej Łódzkiego Oddziału TUP. Była także członkiem Honorowym TUP. Działała również w Stowarzyszeniu Polaków Poszkodowanych przez III Rzeszę i w 2005 była w grupie działaczy tegoż Stowarzyszenia odznaczonych przez podsekretarza stanu w Kancelarii Prezydenta RP Edwarda Stanisława Szymańskiego – Krzyżem Oficerskim Orderu Odrodzenia Polski. Była także odznaczona Złotym Krzyżem Zasługi oraz Honorową Odznaką Miasta Łodzi.